# 一橋大学駅
一橋大学駅（ひとつばしだいがくえき）は、東京都小平市学園西町一丁目に存在した西武鉄道多摩湖線の駅。現在の一橋学園駅の母体となった。

## 概要
相対式2面2線の地上駅で、南北に分岐機を持つ交換可能駅であった。駅舎は西側に位置しており、小さな駅前広場もあった。現在の一橋学園駅南口から数十メートル南に位置し、小平学園駅ほどではないがかなり近接している。
開業当初は商大予科前駅と称した。もともとこの地域は箱根土地株式会社（後のコクド）が「小平学園都市」として開発し始めた地域であり、その中核となる「学園」として関東大震災で被害を受けていた東京商科大学の予科を招致したことにより設置された駅であるがゆえの名である。なおこの駅の設置に際し、あまりにも近接しすぎているとして国分寺側の隣駅である桜堤駅が南に移転されている。戦後、学制改革によって東京商科大学が「一橋大学」に改称するのに伴って「一橋大学駅」となった。
しかし隣駅の小平学園駅とは400メートルの距離しかなく、混雑緩和のために統合されることになり姿を消した。なお、書類上は「廃駅」ではなく、当駅が小平学園駅と統合して移転、「一橋学園」と改称したことになっている。

## 歴史
- 1933年（昭和8年）9月11日 - 多摩湖鉄道により商大予科前駅として開業。名称は東京商科大学予科（一橋大学の前身）に由来する。
- 1940年（昭和15年）3月12日 - 多摩湖鉄道の武蔵野鉄道への合併により同社の駅となる。
- 1945年（昭和20年）9月22日 - 武蔵野鉄道が西武鉄道（初代）を併合し西武農業鉄道が発足。同社の駅となる。
- 1946年（昭和21年）11月15日 - 西武農業鉄道が西武鉄道（2代）に改称。同社の駅となる。
- 1949年（昭和24年）5月 - 一橋大学駅と改称（学制改革にともなう大学名変更による）。
- 1964年（昭和39年）6月 - 西武鉄道は多摩湖線の輸送力増強のため小平学園駅と一橋大学駅の統合と3両編成の列車を投入し15分から10分間隔に増発する計画を発表[1]。
- 1966年（昭和41年）7月1日 - 小平学園駅との統合により、一橋学園駅が開業したことにともない廃駅。

## 隣の駅
西武鉄道
■多摩湖線（1953年1月時点）
桜堤駅 - 一橋大学駅 - 小平学園駅
■多摩湖線（1966年6月時点）
国分寺駅 - 一橋大学駅 - 小平学園駅

## 統合時の処置
一橋学園駅の開業に際して、交換可能駅とするために分岐機が設けられることになり、南側のものは一橋大学駅北側の分岐機を流用することになった。流用するためには南に二手に分かれている線路を北に二手に分かれるようにする必要があったため、統合に先立って一橋大学駅の萩山方面本線が分岐機に入る手前にもう一つ分岐機が設置され、そこから萩山方面＝一橋学園駅構内予定地へ向けて線路を延ばす処置がとられた。
そして統合後、旧一橋大学駅ではそれまで使用していた南北の分岐機を使用停止にして全部の列車を旧萩山方面本線へ通すようにし、一橋学園駅では新設された分岐機を南側の分岐機として、そこから新たに構内へ向けて延ばしてあった線路を旧小平学園駅構内に新設された北側の分岐機に結合し萩山方面本線として、そして既存の線路を国分寺方面本線として使用するようになった。小平学園駅でも構内の半分が結果的に一橋学園駅の構内に併合されたが、ここも一部だけ併合された形となった。

## 廃駅後の状況
駅舎は廃駅後、商業用地に転用されて何もないが、駅前広場は一橋学園駅南口からしばらく南へ下ったところに現在も残され、三角形の植え込みを真ん中に持つ変形交差点となっている。ホームは萩山方面のものは跡形もないが、国分寺方面は跡地が草むらとなって東側に残されている。
北側の分岐機は今も残されているが、そこから南に分かれていた旧国分寺方面本線は途中でバラストによって車止めが設けられ、一橋学園駅の国分寺方面本線に対する安全側線として用いられており、実質稼働していないも同然である。その先も線路は残されているが、車止めがあるため使用されずに赤さびている上、南側の踏切にぶつかる手前で切られ、先にあった南側の分岐機も撤去されている。鉄道施設として現在も常用されているのは、現在の本線となっている旧萩山方面本線のみである。